# ألف ليلة وليلة (فلم 1974)
{{صُوّر جزء كبير من الفيلم في الجمهورية العربية اليمنية (سابقًا)، وتحديدًا في مدن صنعاء وشبام وسيئون ودار الحجر، لما تمتاز به من عمارة تاريخية فريدة وطابع شرقي يعكس أجواء "ألف ليلة وليلة". وقد زار المخرج بيير باولو بازوليني اليمن عام 1973 لتصوير عدد من المشاهد هناك، وأنتج في نفس الفترة فيلمًا وثائقيًا عن صنعاء بعنوان "أسوار صنعاء". وعلى الرغم من أن بعض مشاهد الفيلم توحي بأنها تدور في مدينة بغداد، إلا أن التصوير لم يتم في العراق. وقد استخدم المخرج مدن اليمن كخلفية تصويرية لهذه المشاهد، نظرًا لجمالها المعماري الشرقي وطابعها الأصيل. == مواقع التصوير == - اليمن: صنعاء، شبام، سيئون، دار الحجر - إيران - إثيوبيا - نيبال - الهند == مصادر == 1. [Movie-Locations: Arabian Nights (1974)](https://movie-locations.com/movies/a/Arabian-Nights-1974.php) 2. [El País - Una odisea rodada en Yemen](https://elpais.com/icon/2024-10-20/una-odisea-rodada-en-infiernos-que-ya-no-existen-como-pasolini-logro-terminar-las-mil-y-una-noches.html) 3. [مشاهد من الفيلم تم تصويرها في اليمن – YouTube](https://www.youtube.com/watch?v=YO7caxOThjI) 
|3=ألف ليلة وليلة (توضيح)}}
ألف ليلة وليلة (بالإيطالية: Il fiore delle Mille e una notte) فيلم درامي، كوميدي وخيالي من إخراج بيير باولو بازوليني وسيناريو داسيا مارايني وبيير باولو بازوليني ومن بطولة نينتو دافولي، فرانكو تشيتي وفرانكو ميرلي. الفيلم مستوحى من مقتطفات أدبية مختارة معروفة بـ (ألف ليلة وليلة) متخذاً منحى آخر يميل إلى الواقعية والتركيز على شخصيات الطبقة الاجتماعية السفلى.
يسلط باوزليني إسقاطاته الفكرية في فيلم (الليالي العربية: أو الف ليلة وليلة) بالرؤية المنطقية يروي عدد من مختارات إيروسية وقصص غرامية تراجيدية على العكس من قصص الف ليلة وليلة تنتهي بنهاية سعيدة،كما ان المصدر الاساس في كتاب الف ليلة وليلة العربي يمتلىء بالاساطير وخوارق الطبيعة وقصص الجان والعفاريت ولكن الفيلم هذا يخلو من هذه الاساطير ، الفيلم يشكل أهمية بالغة لإن بازوليني يستخدم السينما كواسطة اللغة للتعبير عن الفلسفة بحسب رؤيته، ومهم من ناحية الفنون التصويرية يضمن مناظر ساحرة عن العمارة الطينية في بغداد وكذلك يصور تقاليد وعادات مجتمع الشرق الأوسط القديم، يكشف لنا بعض الحقائق من المحتمل غالبها غير موثوقة عن كيفية يتم زواج بين صغار السن أعمارهم تتراوح 15 سنة يتم اختيارهم من قبل اولياء الامور، كجزء من طقوس مقدسة، يراقبون صغارهم كيف يمارسان الجنس بتبادل الأدوار أولهما يوقظ الآخر من النوم، هذا الفيلم تحوي مجموعة قصصية مؤثرة تحمل مغزى عظيم في مضمون، واحدة منها على سبيل المثال حكاية عزيز، الشاب الطائش لم يقدر وفاء عشيقته الأولى، وهي حكاية تمثل جانب رئيسي في الفيلم حول عواقب وخيمة من صنعه، من المفترض عزيز يتزوج من ابنة العم تدعى عزيزة، لكنه أثناء الزفاف كان يتسكع في شوارع بغداد مما غضب والده فقام بتأجيل الزواج لمدة عام، في إحدى المرات وقع نظره في النافذة العلوية بينما فتاة بعدما رميت له منديل، تدعى بدور، معجبة به بدلاً من أن تتكلم تحدثت معه بلغة اشارات وإيماءات، لكن عزيز لم يفهمها إلا إنه على اليقين إنها تعشقه، فلجأ إلى فتاة عاقلة وكريمة (عزيزة) لأجل استشارة، فاستطاعت أن تترجم له أشارات إلى نصوص ابهجت عزيز حينما علم إن بدور وأختارت عزيز ليكون عشيق، لكن يجب إن يأتي بعد يومين للأطمئنان عليها، وبعد يومين، ينظر عزيز إلى النافذة ولم تظهر بدور، ليلة بعد ليلة لم يأكل ولم يشرب، الحب دفعه إلى الجنون، فرجع غاضباً وأخذ يقسو على عزيزة بضربها رغم إنها تحاول مساعدته، ثم اخبرته بإن بدور تختبر مدى اخلاص الحب، ثم اعقبت قائلة ليلة الغد يجب إن ينتظر تحت نافذتها، الآن مشاكلك كلها أنتهت، عليك أن تأكل وإلا من المحتمل أنتَ ستموت. يستمر هذا الحال لعدة الايام، أخيراً أستطاع عزيز الحصول على بدور لكن في المقابل تموت عزيزة بدون إن يبالي بشأنها مما اثار غضب بدور بسبب عدم اخلاصه، بعد مرور سنة تزوج عزيز من أمرأة أخرى واصبح لديه ابن، فقرر الذهاب إلى بدور مرة أخرى، لكنها بمساعدة نساء كادت إن تقتله جزاء ما فعله إلا كلمات عزيزة انقذته وصية قبلما تموت "الإخلاص جيد كذلك عدم الإخلاص"، الفيلم يشمل قصص أخرى، فتى بريء يدعى نور الدين يقع في الغرام مع العبدة، تدعى زمرد، يلتقي بها في سوق تجار الرقيق، تختاره ليكون سيدها. لكن الحب لم يستمر طويلا، اثناء غياب نور دين يتم أختطاف زمرد من قبل البدو، يسافر نور الدين بحثاً عنها، إستطاعت زمرد الهرب والتنكر بزي الرجال، رحلت إلى مملكة بعيدة جداً حيث هناك تصبح الملك. بعدها تتشابك الاحداث مع بعضها بشكل سلس، ثم في الفصل الاخير عن الأمير شاهزما يتورط مع ابنة الملك تحت قبضة الشيطان الذي وضعها في الضريح، ثم حلت عليهما اللعنة فقتل الشيطان ابنة الملك وقام بتحويل الأمير إلى القرد...

## معرض صور

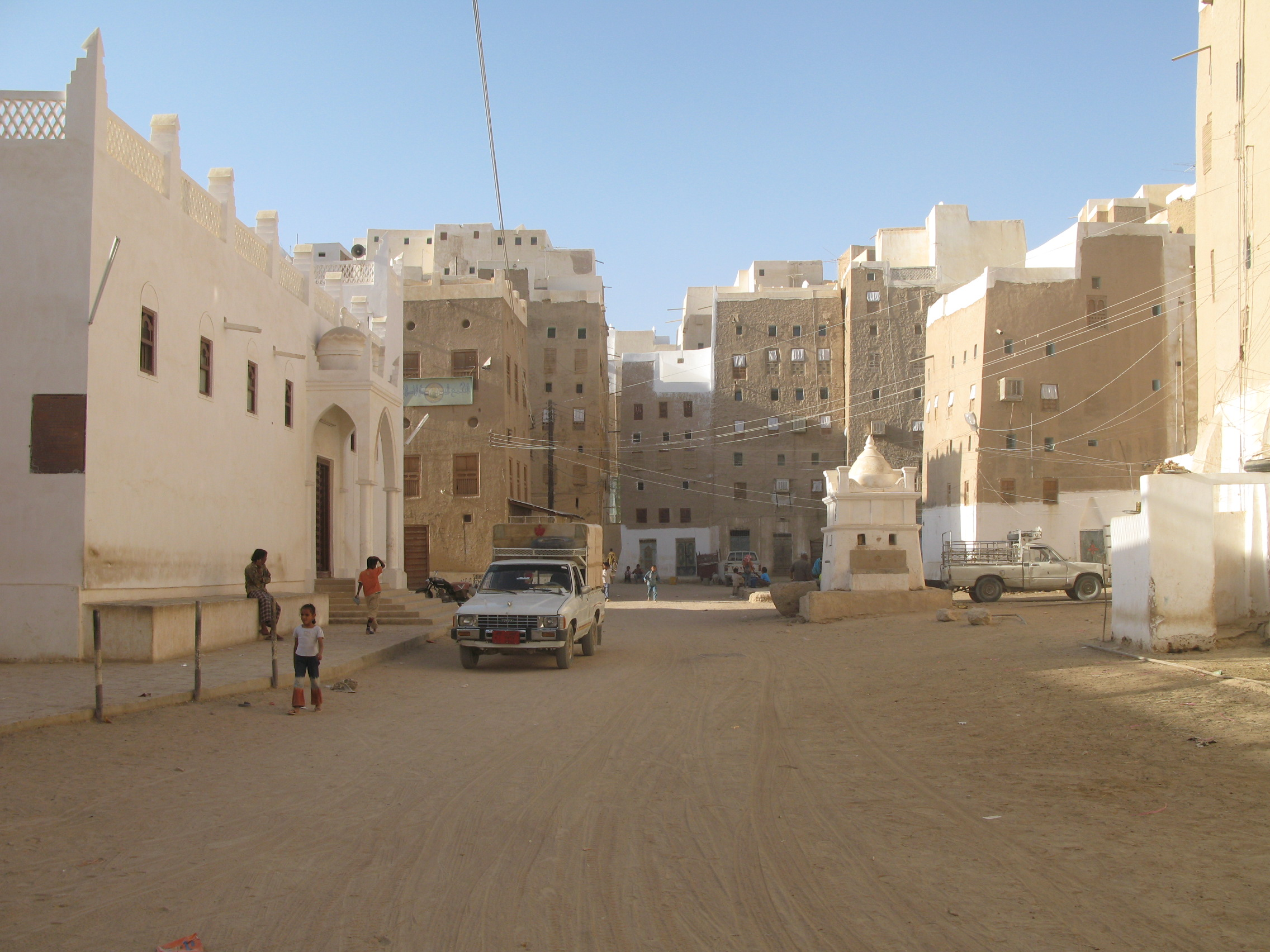
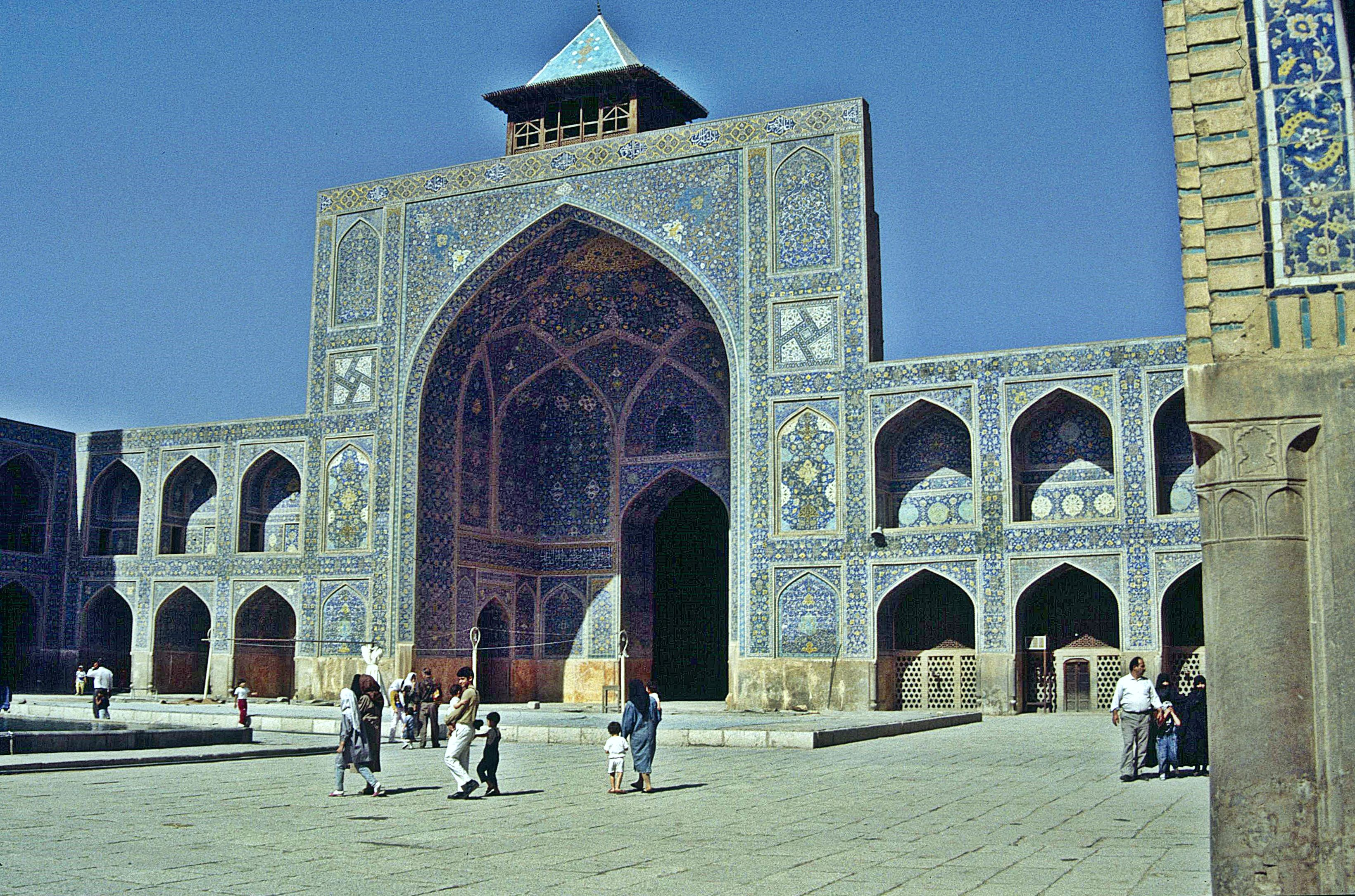
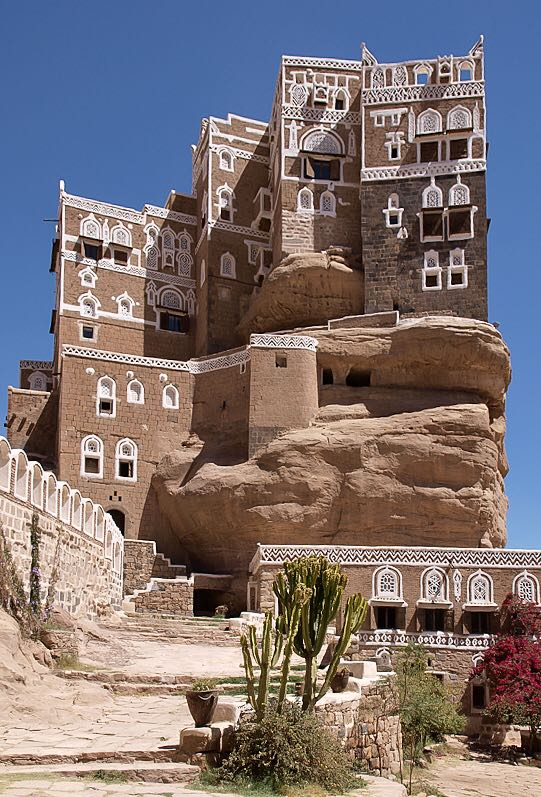
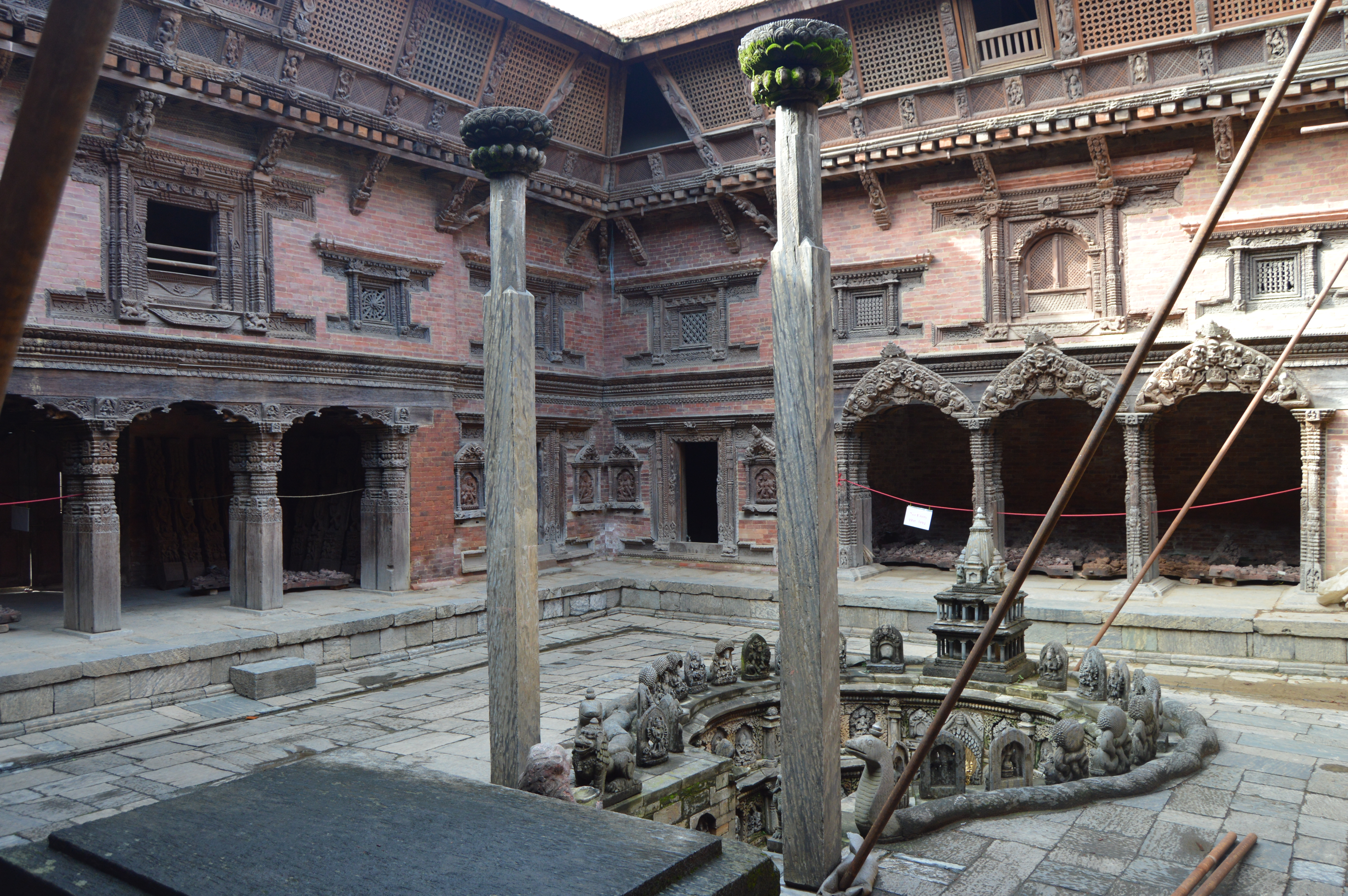
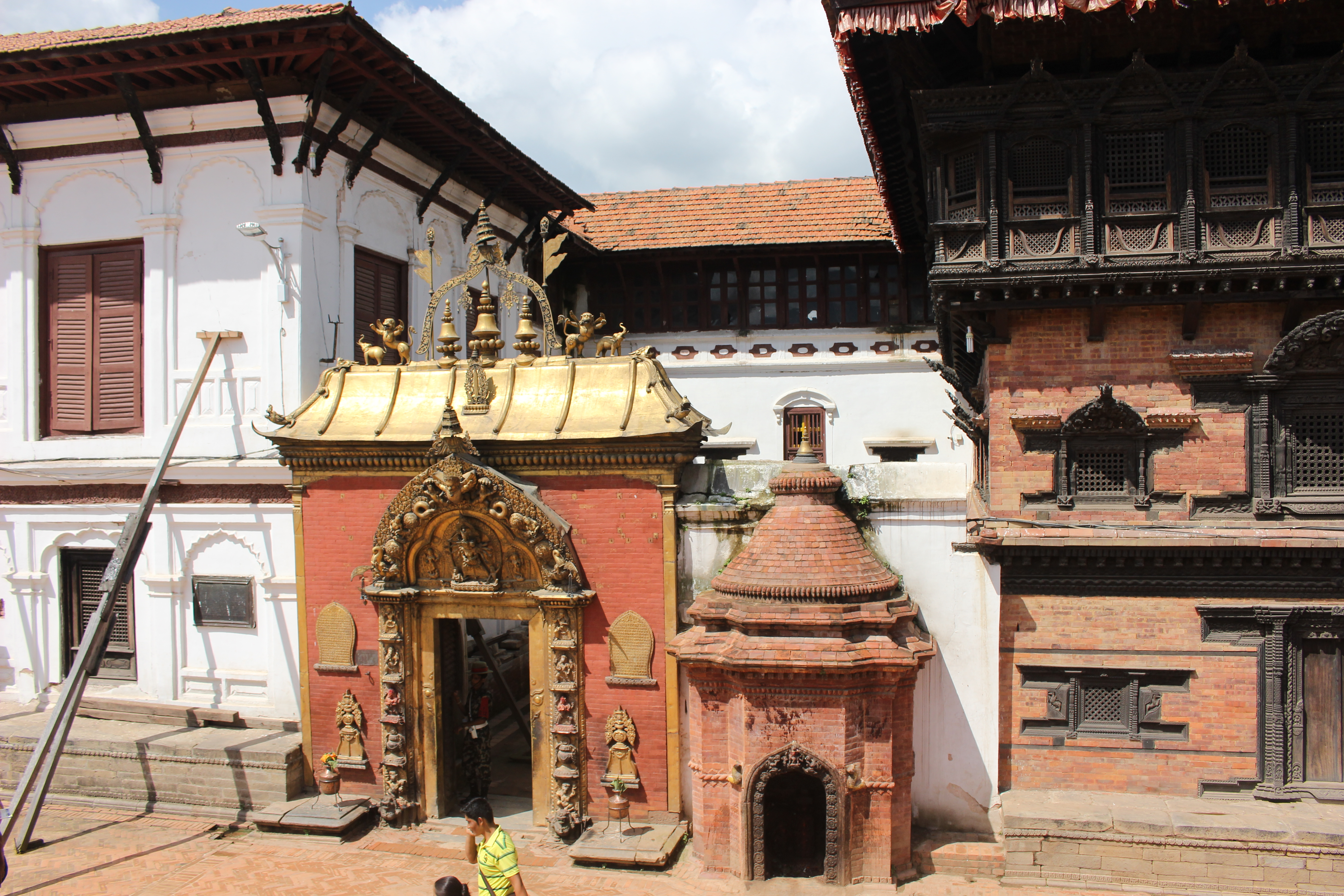
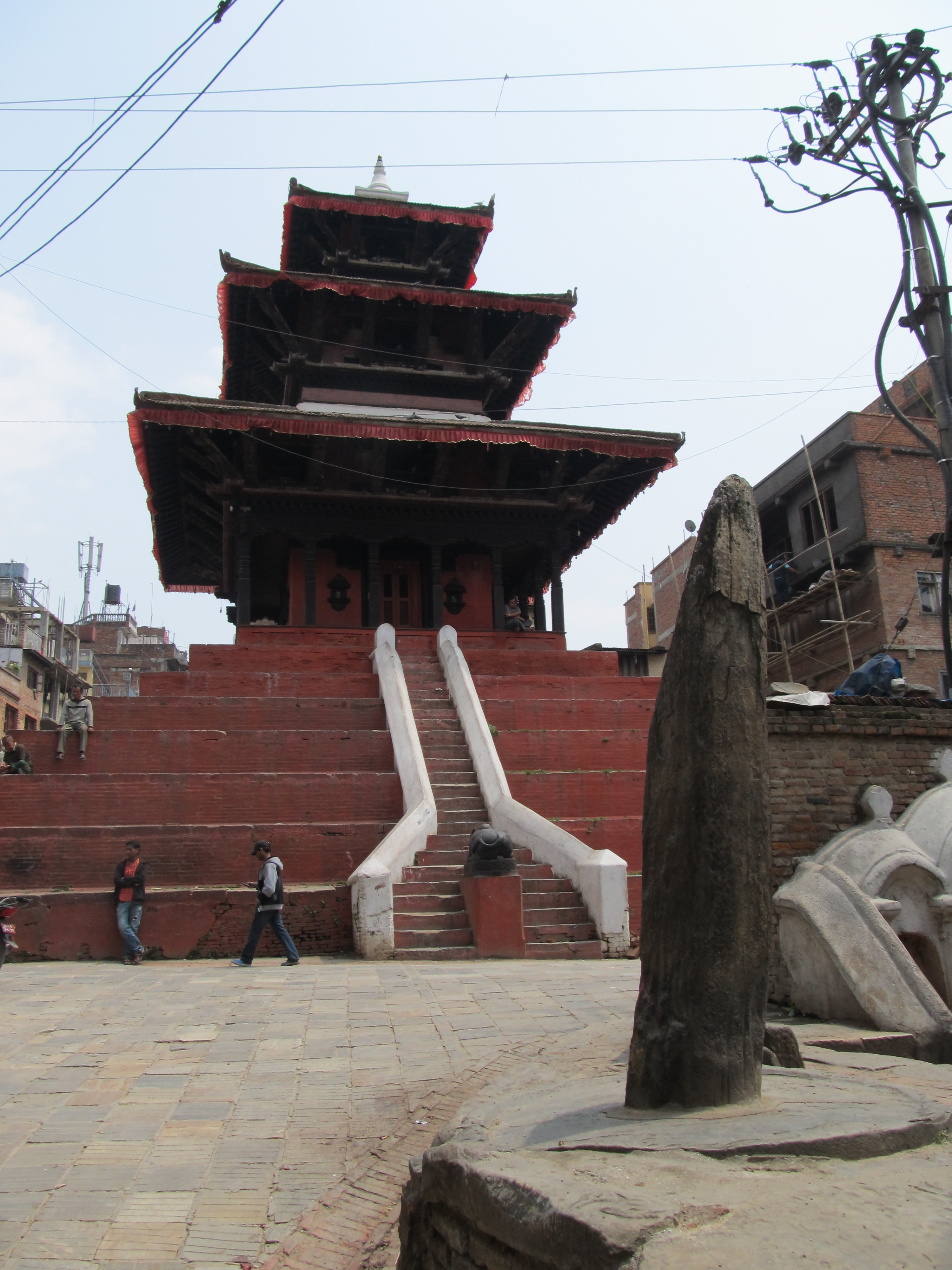

## روابط خارجية
- مقالات تستعمل روابط فنية بلا صلة مع ويكي بيانات